# Upembasänkan
Upembasänkan är en stor våtmark i provinsen Katanga i sydöstra Kongo-Kinshasa.
Sänkan genomflyts av floden Lualaba. Torrare delar av landskapet är savann. Här förekommer flera insjöar inklusive sjön Upembasjön som gav sänkan sitt namn. I regionen bor folkgruppen Luba. Äldre bosättningar har blivit arkeologiskt utgrävda. Slätten togs därför upp på UNESCO:s tentativa världsarvslista. Djurlivet i sänkan är typiskt för den afrikanska savannen med zebror, antiloper, flodhäst, leopard och lejon. Delar av slätten ingår i Upemba nationalpark. Här skyddas bland annat en underart av letjevattenbocken. Endemiska arter i nationalparken eller i större delar av våtmarken är näbbmusen Crocidura zimmeri, en underart till katangavävare, paddan Mertensophryne schmidti och grodorna Leptopelis parvus samt Afrixalus upembae.
På insjöarna förekommer stora flytande öar. Dessa öar var en skyddad plats för lokalbefolkningen under strider med andra folkslag. Floden Lualaba och andra vattendrag i sänkan avrinner mot Kongofloden. Andra större insjöar är Lac Kabwe, Lac Kabele, Lac Kabamba, Lac Mulenda och Lac Zimbambo.